# Noticia histórica del origen de los nombres de las calles de esta ciudad de Sevilla
Noticia histórica del origen de los nombres de las calles de esta ciudad de Sevilla es una obra de Félix González de León, publicada por primera vez en 1839.

## Descripción
El libro es obra del erudito e historiador Félix González de León, natural de Sevilla y cronista de la ciudad. La primera edición, de agosto de 1839, salió de la imprenta que un José Morales regentaba en la ciudad hispalense. Tras una introducción en la que teje un repaso a diferentes aspectos de la ciudad, se sumerge luego en un resumen con datos sobre las plazas —que cifra en «ciento y quince»— y calles que componen el callejero. «A la noticia del nombre me ha parecido conducente añadir una concisa descricion histórica y artística de los establecimiento y esterior de los edificios y particularidades que se encuentren en cada calle ó plaza, asi como de su situacion local, parroquia y cuartel á que pertenece, y de las corporaciones que tienen edificio y residencia fija», resume el autor en el prólogo.